# Томас Джонатан Баррілл
Томас Джонатан Баррілл (англ. Thomas Jonathan Burrill, 25 квітня 1839 — 14 квітня 1916) — американський ботанік, міколог та фітопатолог, який першим виявив бактеріальні причини хвороб рослин.

## Біографія
Томас Джонатан Баррілл народився 25 квітня 1839 року.
У 1865 році закінчив Університет штату Іллінойс. У 1868 році він був обраний професором ботаніки та садівництва в Іллінойському університеті в Урбана-Шампейн і залишався там до кінця своєї кар'єри, ставши віце-президентом у 1882 році.
Помер Томас Джонатан Баррілл 14 квітня 1916 року.

## Наукова діяльність
Томас Джонатан Баррілл спеціалізувався на вивченні причин захворювань рослин, а також на мікології.

## Наукові роботи
- A bacterial disease of corn. Champaign [Ill.]: University of Illinois Agricultural Experiment Station, 1889.
- Fire blight: the foundation of phytobacteriology / selected papers of Thomas J. Burrill, Joseph C. Arthur and Merton B. Waite; edited, with introductory and concluding essays, by Clay S. Griffith, Turner B. Sutton and Paul D. Peterson. St. Paul, Minn.: APS Press, 2003.